# Saison 2014-2015 du Queens Park Rangers FC
Chronologie
Saison précédente Saison suivante
Le club de football londonien des Queens Park Rangers participe lors de la saison 2014-2015 au championnat d'Angleterre, à la Coupe d'Angleterre et à la Coupe de la Ligue anglaise.

## Compétitions

### Championnat
Entraînés par Harry Redknapp, les Queens Park Rangers terminent vingtièmes et derniers du championnat d'Angleterre, remporté par Chelsea, après 24 défaites (notamment un 6-0 par Manchester City), 6 matchs nuls et seulement 8 victoires, pour 42 buts inscrits, dont 18 par Charlie Austin qui finira 4ème meilleur buteur du championnat après Sergio Agüero, Harry Kane et Diego Costa, et 73 encaissés. Matt Phillips surnage également cette saison en réalisant 8 passes décisives. Ils sont relégués en deuxième division pour la saison suivante.
| Rang | Équipe               | Pts | J  | G  | N  | P  | Bp | Bc | Diff |
| ---- | -------------------- | --- | -- | -- | -- | -- | -- | -- | ---- |
| 1    | Chelsea FC           | 87  | 38 | 26 | 9  | 3  | 73 | 32 | +41  |
| 2    | Manchester City      | 79  | 38 | 24 | 7  | 7  | 83 | 38 | +45  |
| 3    | Arsenal FC           | 75  | 38 | 22 | 9  | 7  | 71 | 36 | +35  |
| 4    | Manchester United    | 70  | 38 | 20 | 10 | 8  | 62 | 37 | +25  |
| 5    | Tottenham Hotspur    | 64  | 38 | 19 | 8  | 11 | 58 | 53 | +5   |
| 6    | Liverpool FC         | 62  | 38 | 18 | 7  | 12 | 52 | 48 | +4   |
| 7    | Southampton FC       | 60  | 38 | 18 | 6  | 14 | 54 | 33 | +21  |
| 8    | Swansea City         | 56  | 38 | 16 | 8  | 14 | 46 | 49 | -3   |
| 9    | Stoke City           | 54  | 38 | 15 | 9  | 14 | 48 | 45 | +3   |
| 10   | Crystal Palace FC    | 48  | 38 | 13 | 9  | 16 | 47 | 51 | -4   |
| 11   | Everton FC           | 47  | 38 | 12 | 11 | 15 | 48 | 50 | -2   |
| 12   | West Ham United      | 47  | 38 | 12 | 11 | 15 | 44 | 47 | -3   |
| 13   | West Bromwich Albion | 44  | 38 | 11 | 11 | 16 | 38 | 51 | -13  |
| 14   | Leicester City       | 41  | 38 | 11 | 8  | 19 | 46 | 55 | -9   |
| 15   | Newcastle United     | 39  | 38 | 10 | 9  | 19 | 40 | 63 | -23  |
| 16   | Sunderland AFC       | 38  | 38 | 7  | 17 | 14 | 31 | 53 | -22  |
| 17   | Aston Villa FC       | 38  | 38 | 10 | 8  | 20 | 31 | 57 | -26  |
| 18   | Hull City            | 35  | 38 | 8  | 11 | 19 | 33 | 51 | -18  |
| 19   | Burnley FC           | 33  | 38 | 7  | 12 | 19 | 28 | 53 | -25  |
| 20   | Queens Park Rangers  | 30  | 38 | 8  | 6  | 24 | 42 | 73 | -31  |

Pts = Points; J = Matchs joués; G = Matchs gagnés; N = Matchs nuls; P = Matchs perdus; Bp = Buts pour; Bc = Buts contre; Diff = différence de buts